# Paz de la Huerta
Paz de la Huerta, all'anagrafe María de la Paz Elizabeth Sofía Adriana de la Huerta y Bruce (New York, 3 settembre 1984), è un'attrice e modella statunitense di origini spagnole.

## Biografia
Paz de la Huerta è nata a SoHo, un quartiere di Manhattan (New York), il 3 settembre del 1984, figlia di Ricardo Ignacio Rafael de la Huerta y Ozores, un diplomatico spagnolo originario di San Sebastián, nei Paesi Baschi, 16º duca di Mandas e Villanova, Grande di Spagna, e di Judith Bruce, un'attivista statunitense originaria di Minneapolis, nel Minnesota, attiva nel campo del controllo delle nascite e dei diritti civili delle donne del terzo mondo. A seguito del divorzio dei genitori crebbe con la madre e la sorella maggiore Rafaela, di tre anni più grande.
Fu famosa nel jet set per una lunga serie di fidanzati celebri, alcuni di 40 anni più grandi di lei. 
Nell'ottobre 2017 è stata tra le prime attrici ad aver accusato pubblicamente il produttore cinematografico Harvey Weinstein, che avrebbe abusato di giovani attrici in cambio di parti nei film da lui prodotti.

## Filmografia

### Cinema
- L'oggetto del mio desiderio (The Object of My Affection), regia di Nicholas Hytner (1998)
- Le regole della casa del sidro (The Cider House Rules), regia di Lasse Hallström (1999)
- I ragazzi della mia vita (Riding in Cars with Boys), regia di Penny Marshall (2001)
- I passi dell'amore - A Walk to Remember (A Walk to Remember), regia di Adam Shankman (2002)
- Gioventù violata (Fierce People), regia di Griffin Dunne (2005)
- Anamorph - I ritratti del serial killer (Anamorph), regia di Henry S. Miller (2007)
- Soffocare (Choke), regia di Clark Gregg (2008)
- Sex List - Omicidio a tre (Deception), regia di Marcel Langenegger (2008)
- The Limits of Control, regia di Jim Jarmusch (2009)
- Enter the Void, regia di Gaspar Noé (2009)
- Nothing Personal, regia di Ursula Antoniak (2009)
- 4:44 - Ultimo giorno sulla terra (4:44 Last Day on Earth), regia di Abel Ferrara (2011)
- Nurse - L'infermiera (Nurse 3D), regia di Doug Aarniokoski (2013)
- The Editor, regia di Adam Brooks e Matthew Kennedy (2014)
- Bare, regia di Natalia Leite (2015)
- Sogno di una notte di mezza estate (A Midsummer Night's Dream), regia di Casey Wilder Mott (2017)

### Televisione
- Law & Order - I due volti della giustizia (Law & Order) – serie TV, episodio 10x10 (2000)
- The Practice - Professione avvocati (The Practice) – serie TV, episodio 4x17 (2000)
- Law & Order - Unità vittime speciali (Law & Order: Special Vivtims Unit) – serie TV, episodio 1x18 (2000)
- X Femmes – serie TV, episodio 1x01 (2008)
- Boardwalk Empire - L'impero del crimine (Boardwalk Empire) – serie TV, 13 episodi (2010-2011)
- Eagleheart – serie TV, episodi 3x03-3x04 (2013)

### Video musicali
- Video Games di Lana Del Rey (2011)

## Doppiatrici italiane
- Letizia Scifoni in Le regole della casa del sidro
- Ilaria Latini in The Limits of Control
- Gea Riva in Enter the Void
- Rachele Paolelli in Boardwalk Empire - L'impero del crimine
- Domitilla D'Amico in Nurse - L'infermiera